# Emiliano Chamorro Vargas
Pour les articles homonymes, voir Chamorro (homonymie).
Emiliano Chamorro Vargas (né le 11 mai 1871 à Acoyapa et mort le 26 février 1966 à Managua), est un homme d'État nicaraguayen, membre de la famille conservatrice Chamorro, a été président du Nicaragua du 1er janvier 1917 au 1er janvier 1921, et de nouveau du 14 mars 1926 au 11 novembre 1926.

## Biographie
Il est le fils de Salvador Chamorro et de Gregoria Vargas, petit-neveu de Pedro Chamorro, 39e président du Nicaragua, et Fernando Chamorro Alfaro et également parent de Fruto Chamorro Pérez.
Membre du Parti conservateur, c'est un fervent opposant du régime de José Santos Zelaya. Quand celui-ci est renversé en 1909, Chamorro devient président de la nouvelle Assemblée constituante et chef du Parti.
Il est ensuite nommé ministre plénipotentiaire aux États-Unis et c'est dans l'exercice de ces fonctions qu'il est amené à signer en 1914, le traité Bryan-Chamorro, qui accorde aux États-Unis le droit de construire un canal interocéanique à travers le Nicaragua.
En 1917, il est élu président de la République, et occupe ce poste jusqu'en 1921. En 1923, il est de nouveau candidat mais est battu par Carlos José Solórzano. En 1926, il reprend le pouvoir après un coup d'Etat contre Solórzano, mais doit démissionner à cause de la pression des États-Unis.
À l'origine opposé à la dictature d'Anastasio Somoza García, il trouve finalement un compromis en 1950 et le Parti conservateur obtient un certain nombre de sièges au Congrès. Ceci, cependant, lui coûte le soutien de nombreux membres radicaux du Parti conservateur.